# Morten Skjønsberg
Morten Morisbak Skjønsberg (* 12. Februar 1983 in Bærum) ist ein norwegischer ehemaliger Fußballspieler. 2008 erhielt er den Kniksenprisen als „Abwehrspieler des Jahres“ in den Tippeligaen.

## Vereinskarriere
Skjønsberg begann seine Karriere in der Jugend der kleinen Vereine Bærums Verk IF und Helset IF, ehe er im Jahr 2001 vom Großklub der Region, Stabæk Fotball, gescoutet wurde.
Nach einem Jahr, in dem er zwischen der Jugend- und zweiten Mannschaft von Stabæk wechselte, debütierte er 2002 für zwei Einsätze in der Profimannschaft. Zum Ende der Saison 2003 konnte er sich neben André Muri erstmals einen Stammplatz in der Innenverteidigung der Mannschaft erkämpfen. Nach der starken Spielzeit 2003 und mehreren Abgängen verschiedener Leistungsträger, stieg der Verein 2004 als Vorletzter überraschend in die Adeccoligaen ab. Während Muri daraufhin den Verein in Richtung Vålerenga Oslo verließ, hielt Skjønsberg trotz einiger Angebote aus Norwegen Stabæk die Treue.
In der Saison 2005 folgte der niemals gefährdete Wiederaufstieg als Tabellenerster in die Tippeligaen. Neben den Topeinkäufen Daniel Nannskog & Alanzinho, die für die beste Offensive der Liga sorgten, entwickelte sich Skjønsberg neben ständig wechselnden Abwehrpartnern zur einzigen Konstante in der Defensive der Mannschaft.
2006 avancierte Stabæk zum Überraschungsteam der Spielzeit. Man hatte sich mit weiteren Offensivkräften wie etwa dem Kameruner Somen Tchoyi verstärkt, bzw. kam es zur Leistungsexplosion des bis dato eher unauffällig agierenden Isländer Veigar Páll Gunnarsson, die den Verein abermals zur stärksten Offensive der Liga verhalfen. Konträr dazu hatte man die gesamte Saison über eklatante Defensivprobleme, die auch Skjønsberg nicht beheben konnte. Vordergründig hatte man es nach dem Abgang von Muri nicht geschafft, die vakante Innenverteidigerposition adäquat nachzubesetzen. Dies führte auch nach einem Jahr seines Abgangs zu einer ständigen Rochade der Innenverteidiger, wodurch sich kein eingespieltes Duo bilden konnte.
Mit der Verpflichtung von Defensivallrounder Jon Inge Høiland konnte man die Defensivprobleme in der Folgesaison weitestgehend ausmerzen. Mit einem zum Teil groß aufspielenden Skjønsberg spielte der Verein lange um den Meistertitel mit und erreichte am Saisonende den zweiten Tabellenendrang.
2008 konnte sich die Mannschaft abermals steigern und gewann zum ersten Mal in der Vereinsgeschichte den Meistertitel in den Tippeligaen. Skjønsberg spielte eine überragende Saison und hatte großen Anteil am Gewinn des Titels. Am Ende der Spielzeit wurde er daraufhin mit dem Kniksenprisen als „Abwehrspieler des Jahres“ in Norwegen und der Nominierung ins Team des Jahres geehrt.
In der Folgesaison kam es zum Großausverkauf in der Mannschaft. Bis auf Nannskog und Skjønsberg verließen alle Leistungsträger die Mannschaft und wechselten in ausländische Ligen. Auch in der Innenverteidigung musste sich Skjønsberg mit den Verpflichtungen von Fredrik Risp und Pontus Segerström auf zwei neue Nebenspieler einstellen, die sich ständig abwechselten. Erst zum Ende der Spielzeit bildete er mit dem Jungstar Thomas Rogne ein konstantes Duo. Die Spielzeit verlief für Stabæk weitestgehend enttäuschend. Auf internationaler Ebene schied man früh in der Europa-League-Qualifikation gegen den FC Valencia aus, in der Liga schaffte man nicht die Titelverteidigung und wurde lediglich Tabellendritter. Einzig der Gewinn der Superfinalen, den Skjønsberg als Kapitän der Mannschaft als erster entgegennehmen durfte, entschädigte für die eher schwache Spielzeit.
Er kehrte 2014 zu Stabæk zurück, bis es nach der Saison 2017 seine aktive Karriere beendete.

## Nationalmannschaft
Nach seinem Wechsel zu Stabæk avancierte er zum Jugendnationalspieler seines Landes. In Folge wurde er für die norwegische U-21-Nationalmannschaft über 3 Jahre zu einer wichtigen Stütze in der Abwehr.
Am 19. November 2008 debütierte er bei der 1:0-Niederlage im Freundschaftsspiel gegen die Ukraine in Dnepropetrovsk in der norwegischen Nationalmannschaft.

## Erfolge

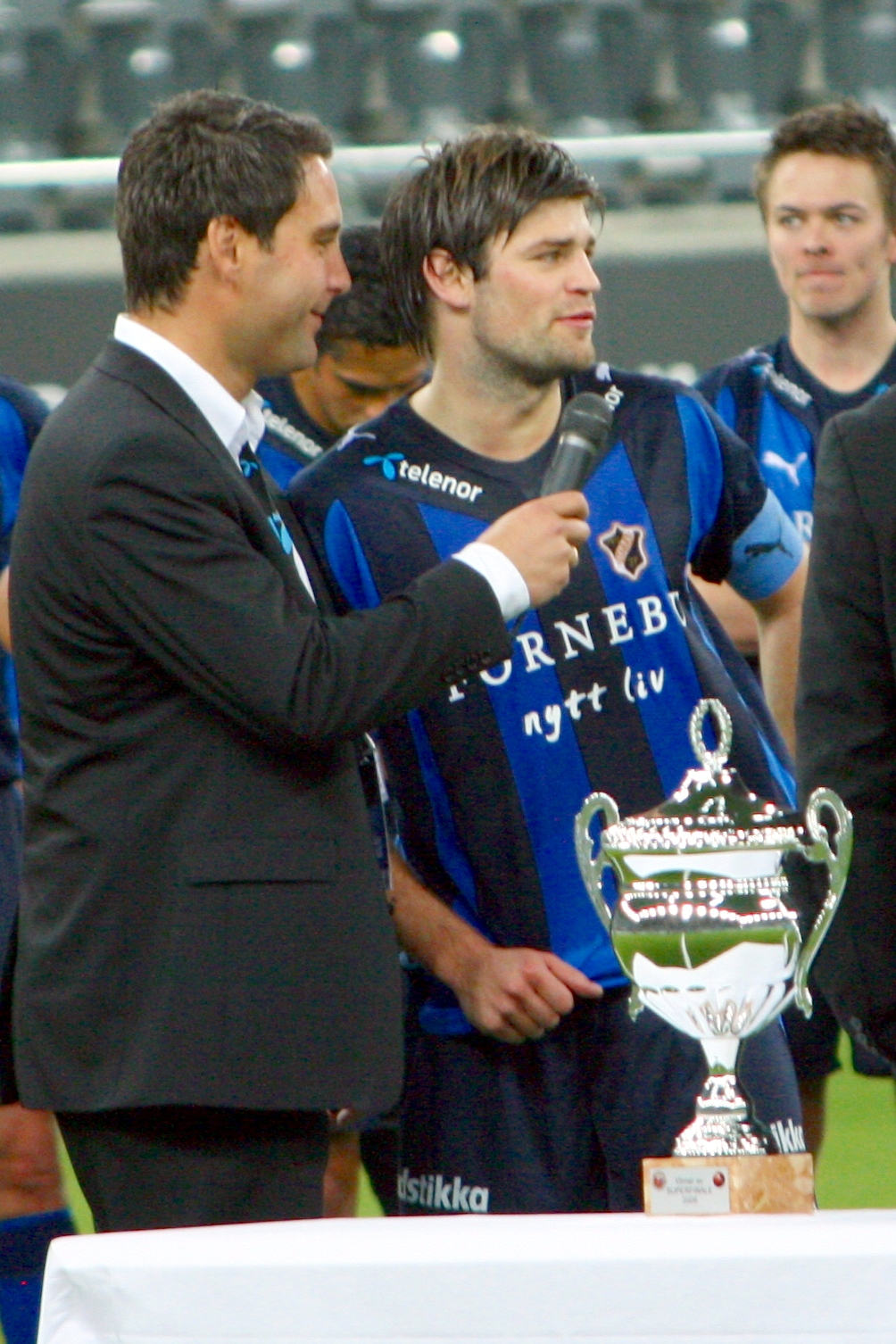
Skjønsberg als Stabæk-Kapitän bei der Pokalübergabe des Superfinalen (2009)

### Im Verein
- 1 × Meister Tippeligaen: 2008
- 1 × Vizemeister Tippeligaen: 2007
- 1 × Meister Adeccoligaen: 2006
- 1 × Gewinner Superfinalen: 2009

### Als Spieler
- 1 × Abwehrspieler des Jahres: 2008